# Javier Martí
Javier Martí (ur. 11 stycznia 1992 w Madrycie) – hiszpański tenisista.
Karierę tenisową rozpoczął w roku 2007. Największym sukcesem Hiszpana w rozgrywkach rangi ATP World Tour jest udział we French Open 2011, gdzie dostał się z eliminacji, w których pokonał Andreja Martina, Jaroslava Pospíšila i Ryana Harrisona.
Najwyżej w rankingu singlistów był na 170. miejscu w kwietniu 2012 roku.